# Budihni
Budihni – wieś w Słowenii, w gminie miejskiej Nova Gorica. W 2018 roku liczyła 41 mieszkańców. 